# Fußfetischismus

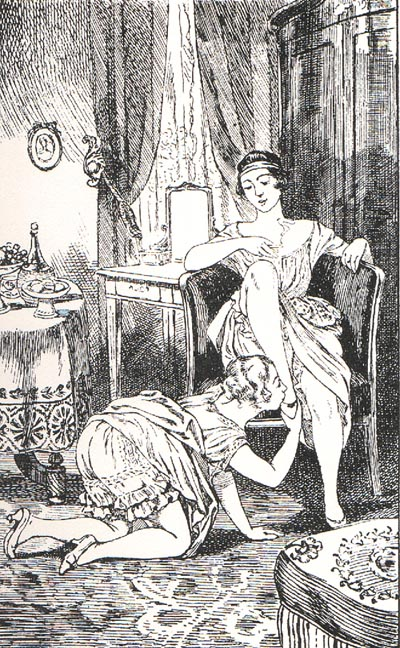
Historische Darstellung des Fußfetischismus (Zeichnung von Martin van Maële)

Fußfetischismus, Fachbegriff Podophilie (gr. πους pus „Fuß“ und -philie), beschreibt die sexuelle Vorliebe für Füße.

## Ausprägungen
Obwohl sich die Ausprägungen grob einteilen lassen, gibt es in ihnen wiederum so viele verschiedene, individuelle Variationen, dass es nahezu unmöglich ist, sie alle aufzuführen. Sie unterscheiden sich manchmal so stark voneinander, dass dieselbe Spielart für einen Fußfetischisten die Erfüllung aller sexuellen Träume sein kann, bei einem anderen jedoch Unverständnis oder sogar Abscheu hervorruft. Der Schwerpunkt kann sich auf bestimmte Bereiche des Fußes wie Zehen, Fußsohlen oder besondere Details wie Fußschmuck konzentrieren, auf besondere Aspekte wie Beschaffenheit oder Geruch, aber auch auf Fußbekleidung wie Socken, Strümpfe, Strumpfhosen oder Schuhe (vgl. Schuhfetischismus). Die einen mögen saubere, gepflegte Füße, während andere sie ausdrücklich intensiv riechend oder verschmutzt bevorzugen. Weiterhin können Faktoren wie Größe, Breite, Form und Gestalt der Füße, Farbton und Zustand der Haut sowie der Betrachtungswinkel eine Rolle spielen.

### Fußsex
Es kann erregend sein, sich mit den Füßen des bevorzugten Geschlechts sexuell zu befriedigen oder anderweitig damit zu beschäftigen. Bei den sexuellen Praktiken unterscheidet man u. a. zwischen der Reizung mit dem ganzen Fuß (footjob, engl. „Fußarbeit“, vgl. Blowjob) und nur mit den Zehen (toejob, engl. „Zehenarbeit“). Die Stimulation mit Schuhen (shoejob, engl. „Schuharbeit“) überschneidet sich mehr mit dem Schuhfetischismus. Eine Stimulation durch den Fuß kann penil, vaginal, anal, oral, durch Mammalverkehr oder der Berührung einer anderen Erogenen Zone erfolgen.

### BDSM und Trampling
Für diejenigen, die gleichzeitig Anhänger des BDSM sind, ist es erotisch, gefesselte Füße zu betrachten, zu kitzeln oder zu „misshandeln“ (z. B. durch Bastonade). Den devoten Part befriedigt es hingegen, den Fuß durch Lecken oder eine Fußmassage zu verwöhnen oder zu säubern.
Manche mögen es, wenn eine Person über den Körper läuft oder sich einfach daraufstellt (trampling, engl. „Trampeln“). Hierzu können auch Tritte, Sprünge oder das Drücken und Quetschen von meist erogenen Körperstellen mit dem Fuß zur Gewinnung von Lustschmerz zählen. Das Verletzen des Hodensacks wird dabei auch als Ballbusting bezeichnet und bildet einen Teil der Cock and Ball Torture (engl. für Penis- und Hodenfolter). Es kann außerdem eine Verbindung zur Makrophilie bestehen, bei der sich eine Person vorstellt, von einer weitaus größeren Person mit den Füßen erdrückt zu werden. Ebenfalls kann mittels der Füße eine Atemkontrolle, durch Einschränken der Luftzufuhr durch die Nase oder Mund, durchgeführt werden.

### Selbstbefriedigung und eigene Füße
Der Fetischismus kann sich auch auf die eigenen Füße richten. In diesem Fall wird die Befriedigung aus der Stimulation der eigenen Füße bezogen und kann unter Umständen sogar ohne Zutun eines Partners oder einer Partnerin erreicht werden.

## Geschichte
Im alten China galten abgebundene Füße als schön: Je kleiner der Fuß einer Frau war, als desto begehrenswerter wurde sie angesehen. In einer schmerzhaften Prozedur wurden damals Mädchen die Füße gebrochen und so bandagiert, so dass sie möglichst wenig wuchsen. Dies muss nicht bedeuten, dass Fußfetischismus in China besonders verbreitet oder angesehen war (dass das moderne deutsche Schönheitsideal einen großen Busen anpreist, bedeutet nicht zwangsläufig, dass die Mehrheit der Deutschen Busenfetischisten sind), dennoch wird in diesem Zusammenhang wiederholt die erotische Ausstrahlung des weiblichen Fußes betont. Auch in westlichen Kulturen wird weibliche Attraktivität häufig mit kleinen Füßen assoziiert. Im Märchen „Aschenputtel“ zeichnet das hübsche Aschenputtel unter anderem aus, dass sie so kleine Schuhe trägt, dass die Füße keiner anderen Frau in ihren Schuh hineinpassen. Ein moderneres Beispiel ist die Barbie-Puppe, die extrem kleine Füße aufweist.

## Prominente Fußfetischisten
Im 19. Jahrhundert erlag der bayerische König Ludwig I. den Reizen der berüchtigten Tänzerin Lola Montez, zu deren Ehren er von dem Bildhauer Johannes Leeb eine Skulptur ihrer Füße aus Marmor anfertigen ließ.
Im 18. Jahrhundert soll sich die russische Zarin Anna Leopoldowna sechs Fußkitzler gehalten haben.
Der US-amerikanische Regisseur und Produzent Quentin Tarantino steht offen zu seiner Vorliebe für Frauenfüße, die er manchmal in seinen Filmen verarbeitet, wie zum Beispiel in Pulp Fiction.
Der US-amerikanische, von Wolfgang Tillmans geschätzte Fotograf Elmer Batters (1919–1997) gilt als prominenter Großmeister sowie „Vater der Fußfotografie“. 2015 wurde Batters erstmals eine Ausstellung im größeren Rahmen in Los Angeles zuteil.
Auf dem 2016 erschienenen Mixtape Essahdamus widmete der Rapper Kool Savas seiner Vorliebe zu weiblichen Füßen den Song Sneakers & Heels.
Der Komiker Bülent Ceylan gab mehrfach öffentlich an, dass er eine Vorliebe für Frauenfüße pflegt.

## Akzeptanz und Verbreitung
Eine 1994 veröffentlichte Studie trug Daten über die Vorlieben homosexueller Fußfetischisten zusammen. Unter anderem stellte sie eine Vielzahl unterschiedlicher Ausprägungen fest, beispielsweise, dass viele Vorlieben mit einem bestimmten Typ Mann in Verbindung gebracht werden und dass Fußfetischismus keine realen Beziehungen zu ersetzen schien.
Eine 1998 veröffentlichte Studie entdeckte einen mengenmäßigen Anstieg des fußfetischistischen Materials in pornografischer Literatur zeitgleich mit dem Aufkommen der AIDS-Epidemie. Man vermutet, dass sich vermehrt Material verbreiten könnte, das sich nicht auf die Geschlechtsteile und den Geschlechtsverkehr konzentriert, wenn gefährliche sexuell übertragbare Krankheiten im Umlauf sind.
Fußfetischismus stellt insofern eine gewöhnliche Ausprägung sexueller Präferenz (und eben keinen Fetischismus) dar, als bei menschlichen Füßen ein leichter sexueller Dimorphismus besteht, der einen Einfluss auf die Beurteilung der Attraktivität eines möglichen Partners hat. Frauen haben absolut-, aber auch relativ zu ihrer Körpergröße etwas anders geformte, insgesamt kleinere und grazilere Füße als Männer. Während Frauen die Aufmerksamkeit häufig auf ihre eigenen Füße richten, was sich im Verzieren der Füße oder in „Schuhticks“ äußert, richten heterosexuelle Männer die Aufmerksamkeit häufig auf die Füße der Frau. Dabei werden Frauen mit kleinen-,  oder etwa in High Heels klein erscheinenden Füßen von der deutlichen Mehrzahl der Männer als besonders attraktiv beurteilt. Gleichzeitig empfinden sich Frauen selbst als attraktiver, wenn ihre Füße klein erscheinen, was sich unter anderem in deren Tendenz äußert, zu kleine Schuhe zu kaufen. In Bezug auf Männer werden von beiden Geschlechtern eher große Füße mit Männlichkeit in Verbindung gebracht.
Trotz wissenschaftlich bisher eindeutiger Befunde dafür, dass sexuelle Präferenzen in Bezug auf Füße sogar mehrheitlich bestehen, ist die gesellschaftliche Akzeptanz der Auffassung von Füßen als ein Bestandteil der Sexualität nach wie vor gering.

## Entstehungstheorien
Obwohl Fußfetischismus laut medizinischer Definition kein Fetischismus ist, werden für das Zustandekommen dieser sexuellen Neigung nach wie vor die Entstehungstheorien des sexuellen Fetischismus herangezogen.